# Uralophantes troitskensis
Espèce
Uralophantes troitskensis est une espèce d'araignées aranéomorphes de la famille des Linyphiidae.

## Distribution
Cette espèce est endémique de Russie. Elle se rencontre dans le Sud de l'Oural.

## Description
Le mâle mesure 1,17 mm et les femelles de 2,00 à 2,22 mm.

## Étymologie
Son nom d'espèce, composé de troitsk et du suffixe latin -ensis, « qui vit dans, qui habite », lui a été donné en référence au lieu de sa découverte, Troïtsk.

## Publication originale
- Esyunin, 1992 : « Remarks on the Ural spider (Arachnida, Aranei) fauna 2. New genera and species from the family Linyphiidae. » Zoologicheskii zhurnal, vol. 71, no 12, p. 136-139.